# Diòcesi d'Alcalá de Henares

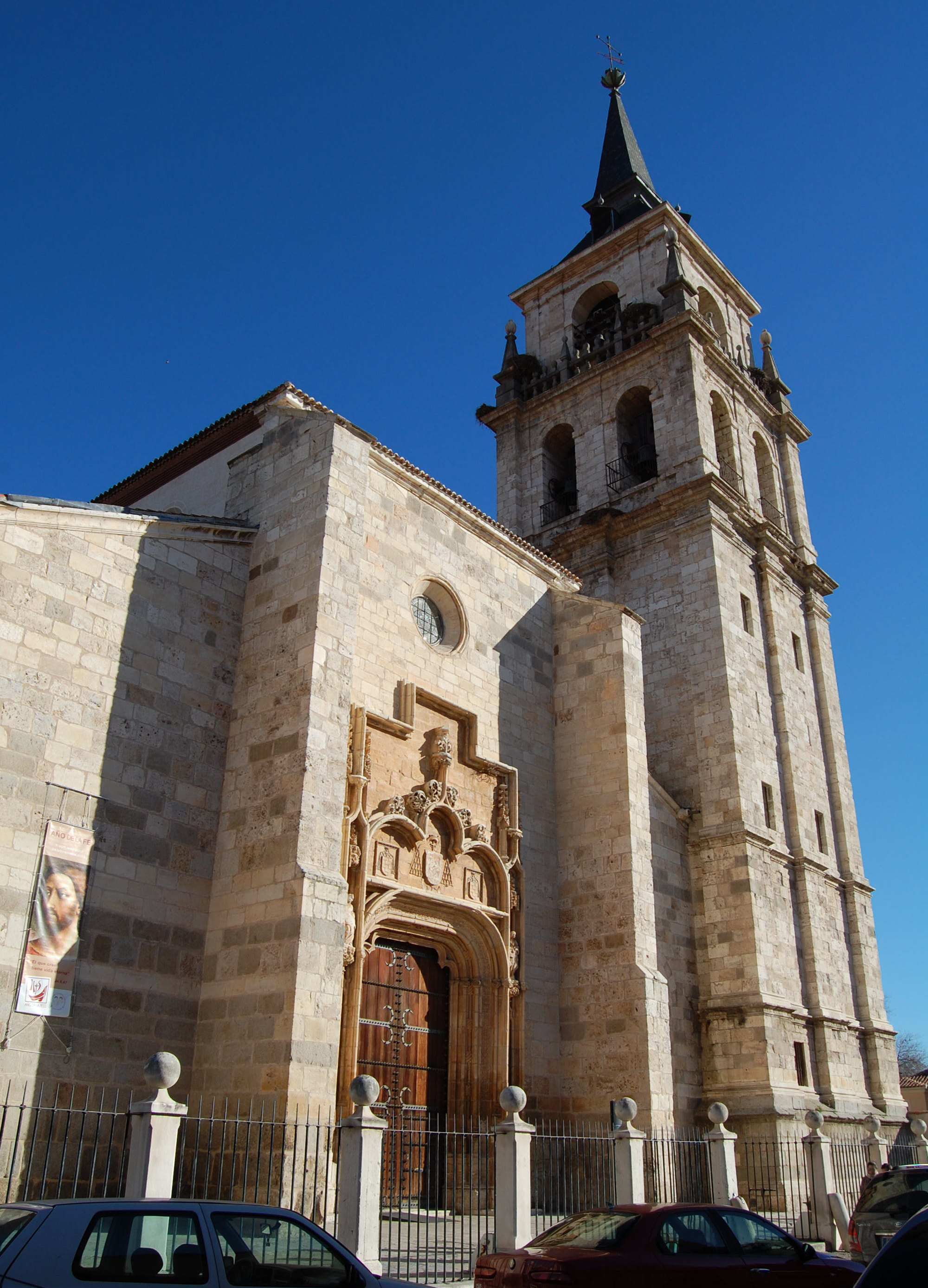
Catedral de la Diòcesi d'Alcalá

La diòcesi d'Alcalá de Henares (en llatí: Dioecesis Complutensis) és una seu episcopal pertanyent a la província eclesiàstica de Madrid, amb seu a l'arxidiòcesi de Madrid, en la Comunitat de Madrid. La seva seu és la Catedral dels Sants Nens Just i Pastor d'Alcalá de Henares, que és, juntament amb la catedral de sant Pere de Lovaina a Bèlgica, l'únic temple del món que posseeix títol magistral.
Juntament amb la Catedral de la Almudena i la de Nostra senyora de la Magdalena formen les Diòcesis de la Comunitat de Madrid.

## Història
La tradició ibèrica atribueix l'evangelització de Complutum a sant Eugeni de Toledo; la primera comunitat cristiana es va formoardel testimoniatge i del martiri dels sants Just i Pastor, segons el Vetus Martyrologium Romanum a la data del 6 agost.
La primera diòcesi de Complutum va ser erigida en el segle v, després del nomenament d'Asturio Serrano, novè bisbe de Toledo, segons Ildefonso de Toledo, com a primer bisbe de Complutum en el 412.
El bisbe Asturio va portar les relíquies dels sants Just i Pastor i en el mateix lloc va fer edificar una església, que és l'actual catedral.
La diòcesi sobreviu a la invasió dels Àrabs i estan documentats bisbes de Complutum, que mentrestant havia pres el nom d'A el-Kalaga (d'on prové Alcalá), del viii al XI segle. El 4 maig 1099 papa Urbà II dona l'ordre d'annexar-la a l'Arxidiòcesi de Toledo, sent aquesta la primera supressió.
Del segle xiii al XVI, Alcalá va ser seu temporal dels arquebisbes de Toledo, que aquí van celebrar alguns concilis provincials, del 1325 al 1479. Alcalá va ser després coneguda en tot Espanya per haver estat la seu primitiva de la Universitat Complutense, una de les més grans del regne, transferida a Madrid en el 1836.
En seguit al concordat de 1851, amb la butlla A vicariam del papa Pius IX,del 5 setembre 1851, va ser erigida la "diòcesi de Madrid i Alcalá", que inicia la seva labor a partir de 1884.
El títol Complutensis va quedar unit al de Madrid fins que, el 23 de juliol de 1991, va ser restablida la diòcesi per la butlla En hac Beati Petri cathedram de papa Joan Pau II, prenent part del territori de l'Arxidiòcesi de Madrid, de la qual és Diòcesi sufragània.
En 1991 és refundada la Diòcesi d'Alcalá de Henares per tercera vegada en la persona de Monsenyor Manuel Ureña Pastor (després Arquebisbe de Saragossa, avui Emèrit). El va succeir Mons. Jesús Catalá Ibáñez (actual Bisbe de Màlaga) des de 1999 fins a 2008; i des de 2009 el bisbe complutense és Mons. Juan Antonio Reig Pla.
El 18 d'octubre de 1997 va ser inaugurat el Seminari diocesà, dedicat a la Inmaculada i als sants Just i Pastor. Els seminaristes estudien el grau universitari en teologia a la Universitat San Dámaso de Madrid.

## Episcopologi
Els bisbes d'Alcalá han estat
1. Manuel Ureña Pastor (23 de juliol de 1991 – 1 juliol de 1998)
2. Jesús Esteban Catalá Ibáñez (27 d'abril de 1999 – 10 d'octubre de 2008)
3. Juan Antonio Reig Pla (7 de març de 2009 - actual)

## Municipis
A
- Ajalvir
- Alalpardo
- Alcalá de Henares
- Algete
- Ambite de Tajuña
- Anchuelo
- Arganda del Rey

B
- Brea de Tajo

C
- Camarma de Esteruelas
- Campo Real
- Carabaña
- Cobeña
- Corpa
- Coslada

D
- Daganzo de Arriba

E
- Estremera de Tajo

F
- Fuente el Saz de Jarama
- Fuentidueña de Tajo

L
- Loeches
- Los Hueros (Villalbilla)
- Los Santos de la Humosa

M
- Meco
- Mejorada del Campo
- Morata de Tajuña

N
- Nuevo Baztán

O
- Olmeda de las Fuentes
- Orusco de Tajuña

P
- Paracuellos de Jarama
- Patones
- Perales de Tajuña
- Pezuela de las Torres
- Pozuelo del Rey

R
- Ribatejada
- Rivas-Vaciamadrid

S
- San Fernando de Henares
- Santorcaz
- Serracines

T
- Talamanca de Jarama
- Tielmes de Tajuña
- Torrejón de Ardoz
- Torrelaguna
- Torremocha de Jarama
- Torres de la Alameda

V
- Valdaracete
- Valdeavero
- Valdeolmos
- Valdepiélagos
- Valdetorres de Jarama
- Valdilecha
- Valverde de Alcalá
- Velilla de San Antonio
- Villalbilla
- Villamanrique de Tajo
- Villar del Olmo
- Villarejo de Salvanés

## Reconeixement
- Premio Ciutat d'Alcalá d'Arquitectura 2012, per la restauració de la Capella de les Santes Formes (església de l'antic Col·legi Màxim de Jesuïtes i actual església parroquial de Santa María).

## Curiositats
La diòcesi compta amb un grup pop-rock de música catòlica anomenat La Voz del Desierto que està format per tres sacerdots diocesans i quatre seglars. Aquesta agrupació musical nascuda el 2004 ha fet concerts per tot Espanya, als Estats Units ia Panamà participant dues vegades amb la seva música a la Jornada Mundial de la Joventut.